# 広東省銀行

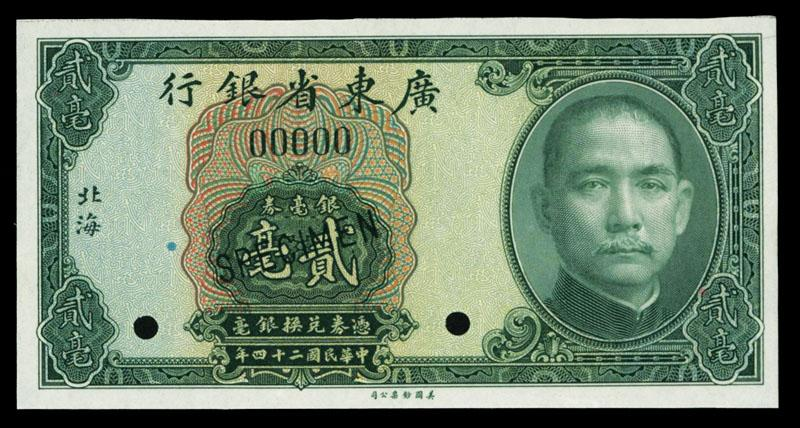

広東省銀行（カントンしょうぎんこう / 中：廣東省銀行・广东省银行、英：The Kwangtung Provincial Bank）は、かつて香港に存在した銀行。

## 沿革

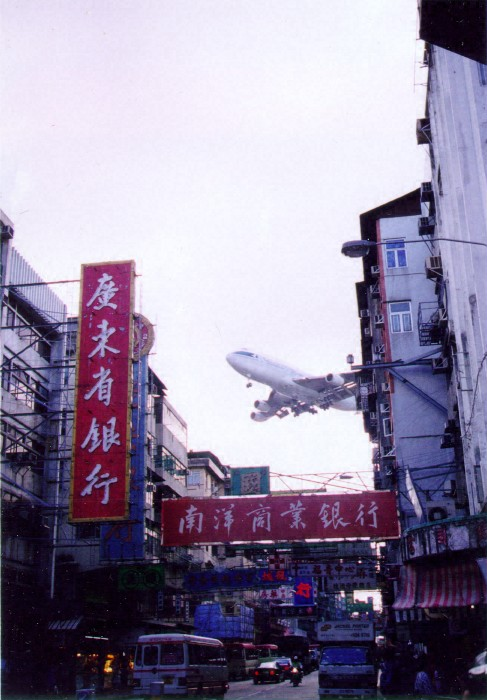
九龍城にあった広東省銀行の看板

1924年に中華民国（広東政府）の通貨を発行する中央銀行（英：Central Bank）として広州で設立、孫文によって基本憲章が定められ、義弟にあたる宋子文が実務を取り仕切った。1929年に国民政府が中華民国中央銀行を設置すると、広東省政府管轄下の銀行に改組されて広東中央銀行（中：廣東中央銀行・广东中央银行、英：Kwangtung Central Bank）となり更に1932年に広東省銀行と改称して香港にも支店網を整備した。中華人民共和国成立後は中国本土の店舗網が閉鎖され専ら香港内での営業に止まるものの、1950年にイギリスが中華人民共和国を承認すると同時に中華人民共和国政府から役員が派遣される。その後1989年に中国銀行傘下となり、2001年に香港中国銀行 の設立母体として吸収された。

## 参照
1. ↑  民国时期的中央银行与广东省银行 （中国語）
2. ↑  什么是中央银行 （中国語） Archived 2016年3月3日, at the Wayback Machine.
3. ↑  History of Bank of China (Hong Kong) Archived 2009年2月23日, at the Wayback Machine.